# Bandeirantes (Paraná)
Bandeirantes é um município brasileiro do estado do Paraná, na Região Sul do Brasil. Sua população, conforme estimativas do IBGE de 2018, era de 31 526 habitantes.

## História
Até 1920, o território atualmente ocupado pelo município era habitados pelos índios caingangues. A partir de então, foram criadas fazendas na região. Em 1929, foi criado o distrito de Invernada, pertencente ao município de Jacarezinho. Em julho de 1930, a Empresa Ferroviária São Paulo-Paraná inaugurou uma estação ferroviária a três quilômetros do patrimônio de Invernada, estação esta que passou a denominar-se Bandeirantes, devido aos pioneiros aqui encontrados, surgindo, então, um povoado nas proximidades.
Em 27 de setembro de 1931, deu-se início a um trabalho de coligação em favor do progresso da estação. Um ano depois, no final de 1932, os dois povoados (Invernada e Bandeirantes) foram unificados. O município foi criado através da Lei Estadual nº 2.396, de 14 de novembro de 1934, sendo instalado oficialmente em 25 de janeiro de 1935.

## Religião

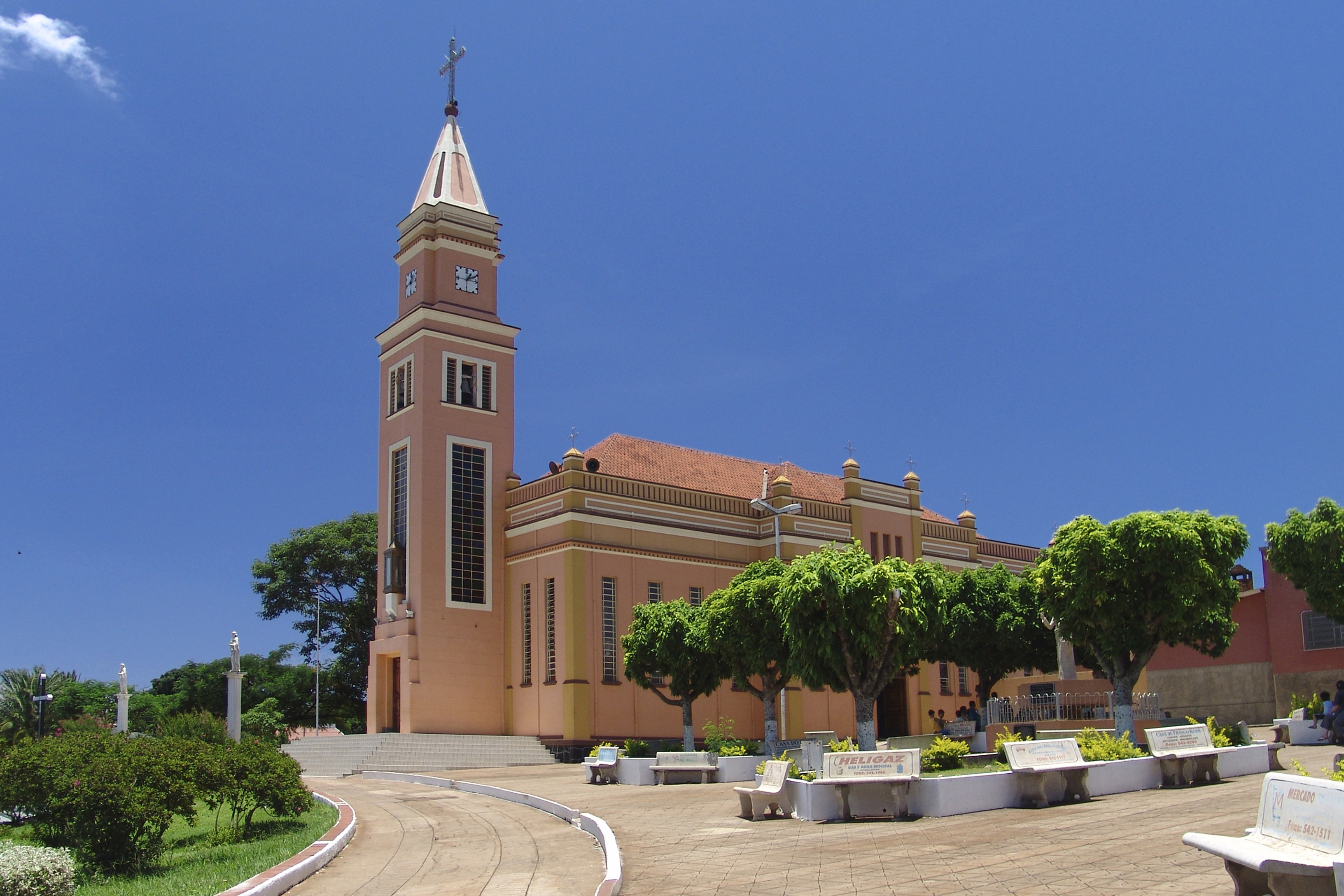
Santuário de Santa Teresinha do Menino Jesus

Em 24 de fevereiro de 2008, foi elevado a título de paróquia por dom Fernando José Penteado, bispo da Diocese de Jacarezinho a qual este município pertence a Capela São Geraldo Majela, que é localizada, no Conjunto Humberto Teixeira 2. A Paróquia São Geraldo Majela, tem como seu primeiro pároco, Padre Roberto Moraes de Medeiros, e primeiro vigário paroquial, Padre Marcos Ribeiro de Almeida, e coordenadora administrativa paroquial, a senhora Margarete Negrão da Silva. A nova matriz conta com uma devoção popular a São Miguel Arcanjo, em uma missa de teor carismático presidida pelo pároco atual, onde a igreja fica repleta de fiéis.
Bandeirantes conta com o Santuário de Santa Terezinha do Menino Jesus e da Sagrada Face, onde era localizada a antiga Igreja Matriz, mas que popularmente ainda é conhecida assim, por ser a primeira no município. O primeiro reitor deste santuário foi o padre Claudinei Antônio da Silva e o coordenador administrativo Eustáquio Magalhães Trindade.
Bandeirantes conta com diversas denominações religiosas, como: igreja católica, igrejas evangélicas, igreja/comunidade anglicana (fundada na cidade desde o ano de 2007), espiritismo, testemunhas de Jeová, entre outros.

### Turismo religioso
No município inaugurou-se, em 2012, o terceiro maior santuário de São Miguel Arcanjo no mundo, com a maior estátua do planeta dedicada ao anjo São Miguel.

## Economia
A base da economia no município é o cultivo de uva fina de mesa, pimentão, pepino, cana-de-açúcar e, principalmente, soja e milho. Anualmente, a festa do Milho Verde movimenta a economia local.

### Usina Solar Fotovoltaica
No município está localizado a Usina Solar Fotovoltaica Bandeirantes com seis unidades geradoras energizadas que podem totalizar 5,36 MWp de potência instalada. O complexo solar é formado por 6.900 placas fotovoltaicas que ocupam uma área de 10,35 hectares, sendo pertencente a Companhia Paranaense de Energia (Copel).

## Geografia
Possui uma área é de 446,301 km², representando 0,2246 por cento do estado, 0,0794 por cento da região e 0,0053 por cento de todo o território brasileiro. Localiza-se a uma latitude 23°06'36" sul e a uma longitude 50°27'28" oeste, estando a uma altitude de 420 metros. 

### Demografia
Dados do Censo - 2010
População Total: 43.213
- Urbana: 27.720
- Rural: 6.012
  - Homens: 16.682
  - Mulheres: 17.050

Densidade demográfica (hab./km²): 74,4
Índice de Desenvolvimento Humano (IDH-M): 0,756
- IDH-M Renda: 0,681
- IDH-M Longevidade: 0,726
- IDH-M Educação: 0,861

### Hidrografia
- Rio das Cinzas
- Rio Laranjinha
- Ribeirão das Antas

### Rodovias
- BR-369
- PR-436
- PR-519
- PR-855

## Educação
A Faculdade Superior de Agronomia (FEB) foi fundadas em 1973 e mais tarde passou a ser chamada Fundação Faculdade de Agronomia Luiz Meneghel. Em 2000, mudou o nome para Fundação Faculdades Luís Meneghel. Em janeiro de 2003, a fundação foi incorporada pelo governo do estado, na época Universidade Estadual do Paraná. Em 27 de setembro de 2006, pela Lei Estadual nº 15.300/2006, foi criada a Universidade Estadual do Norte do Paraná, em que foi incluída a Fundação Faculdades Luís Meneghel.

## Galeria de imagens

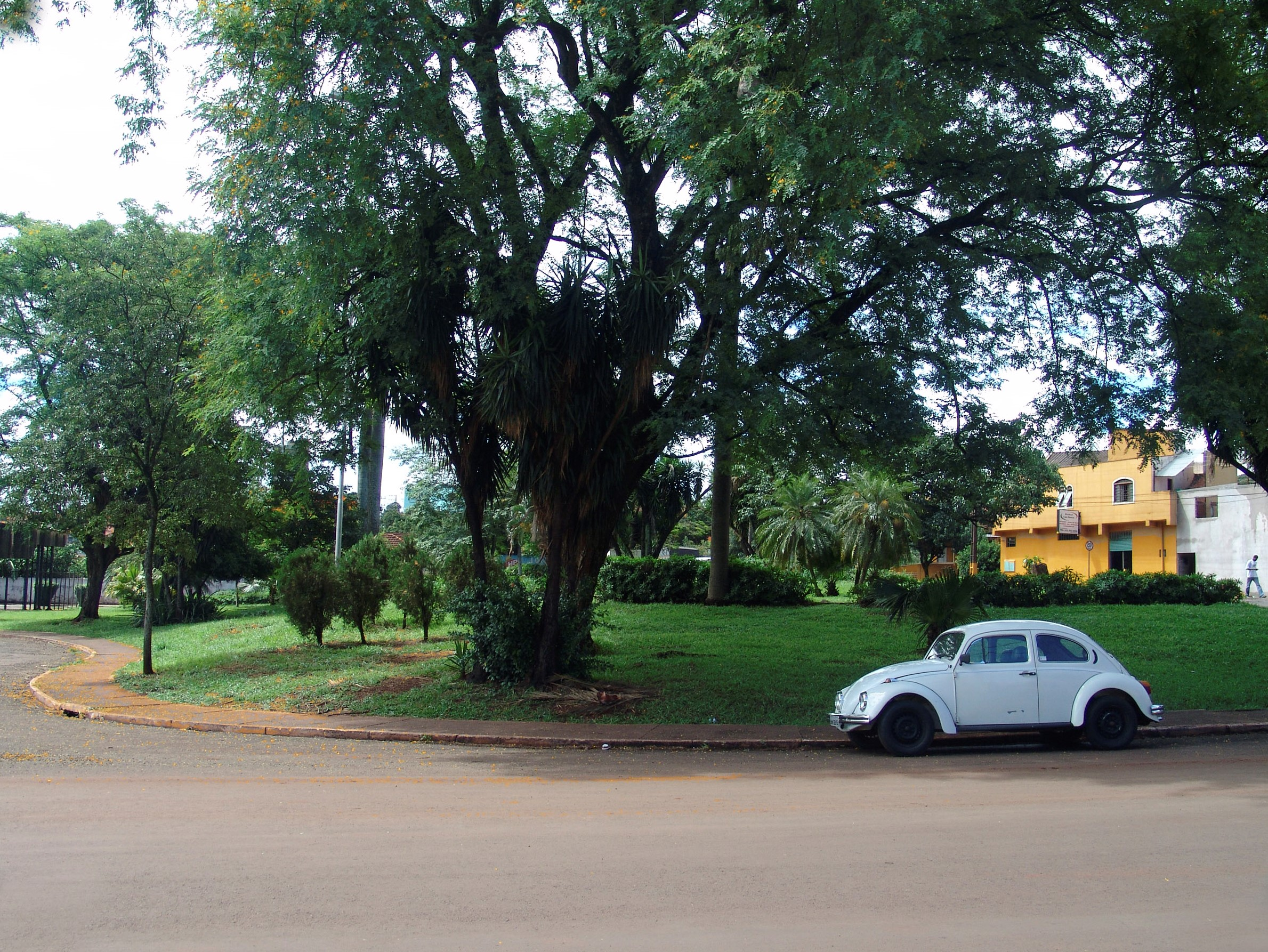
Praça da rodoviária
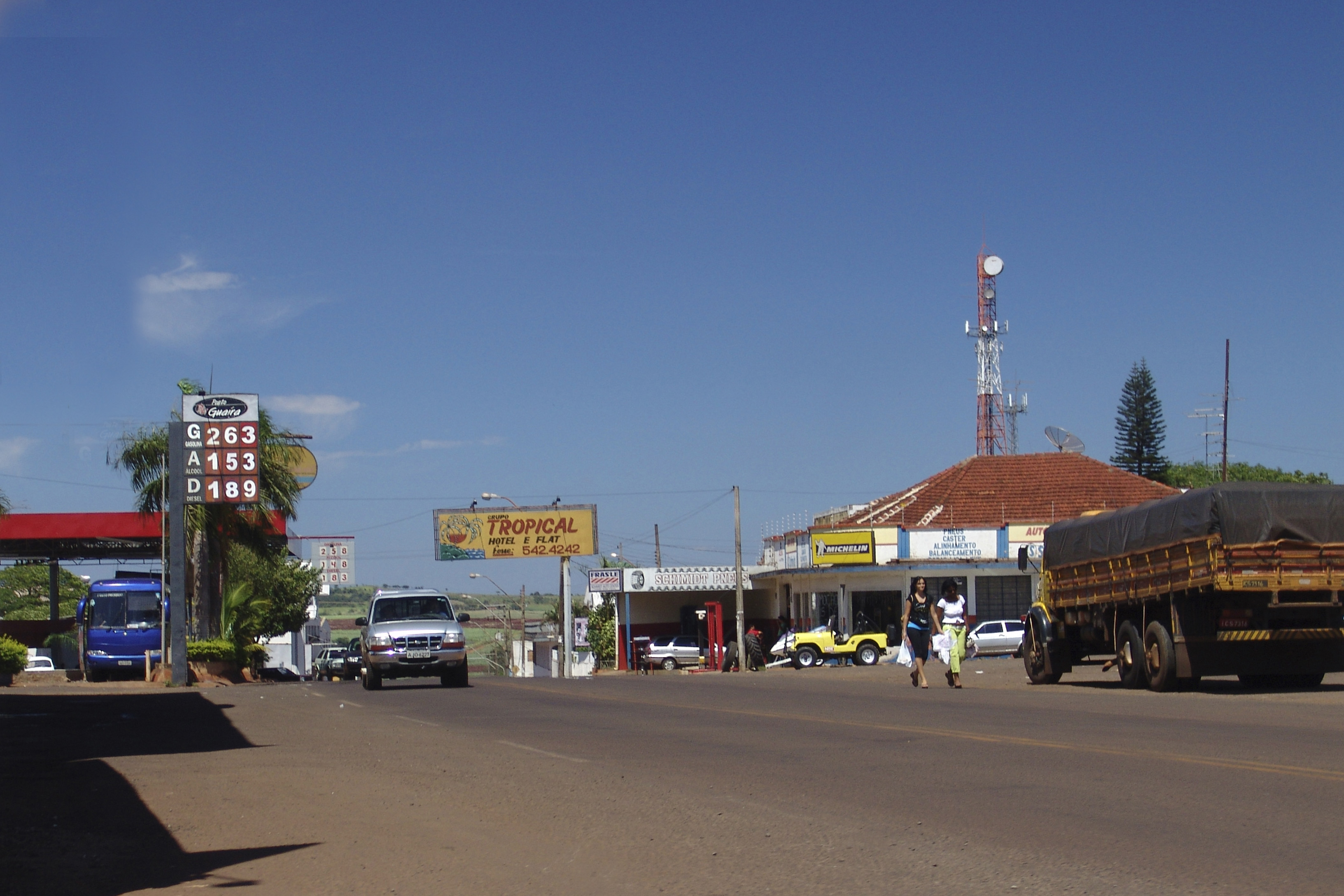
Uma rua principal muito movimentada
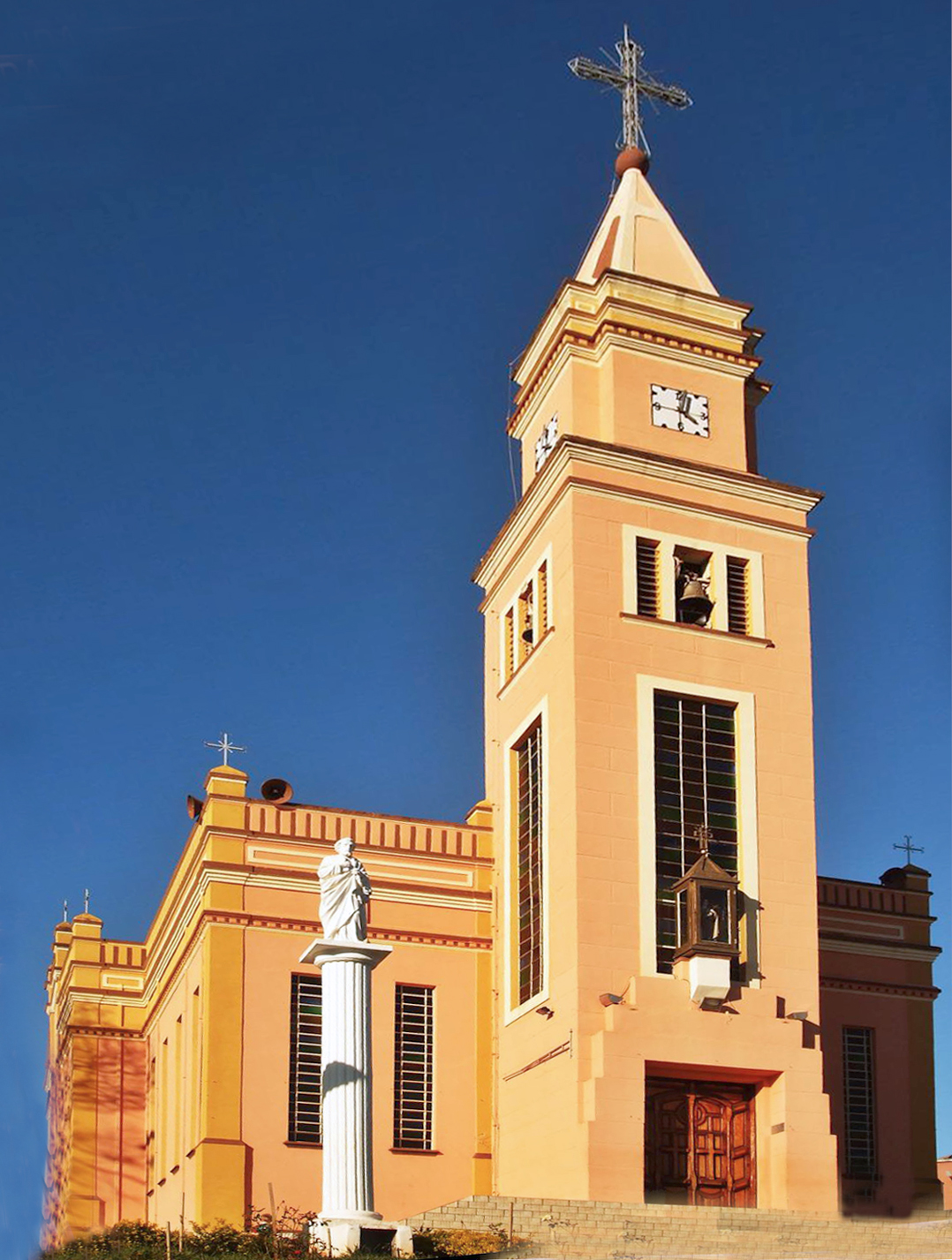
Paróquia Santa Teresinha do menino Jesus de Bandeirantes
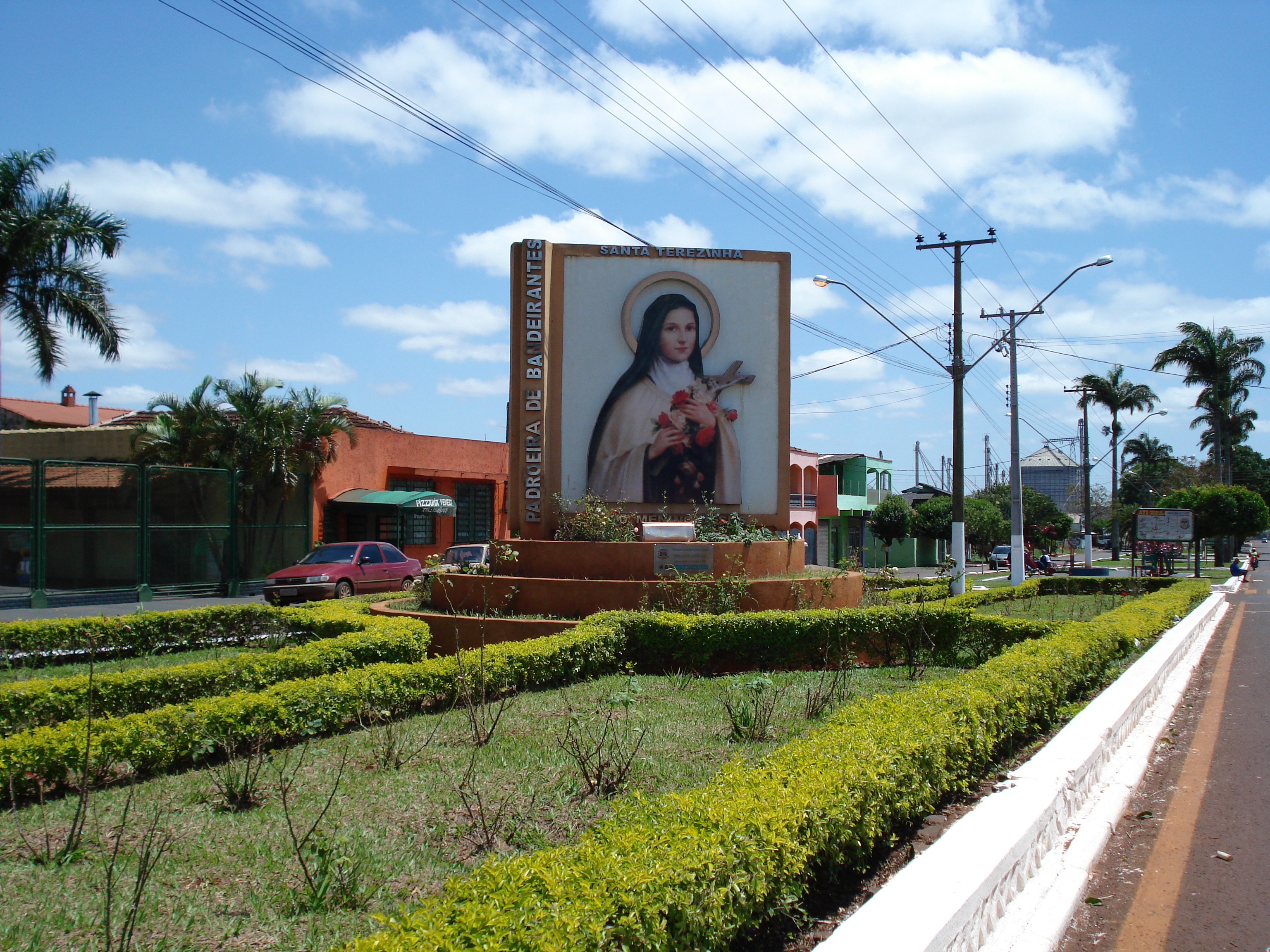
Padroeira do município.
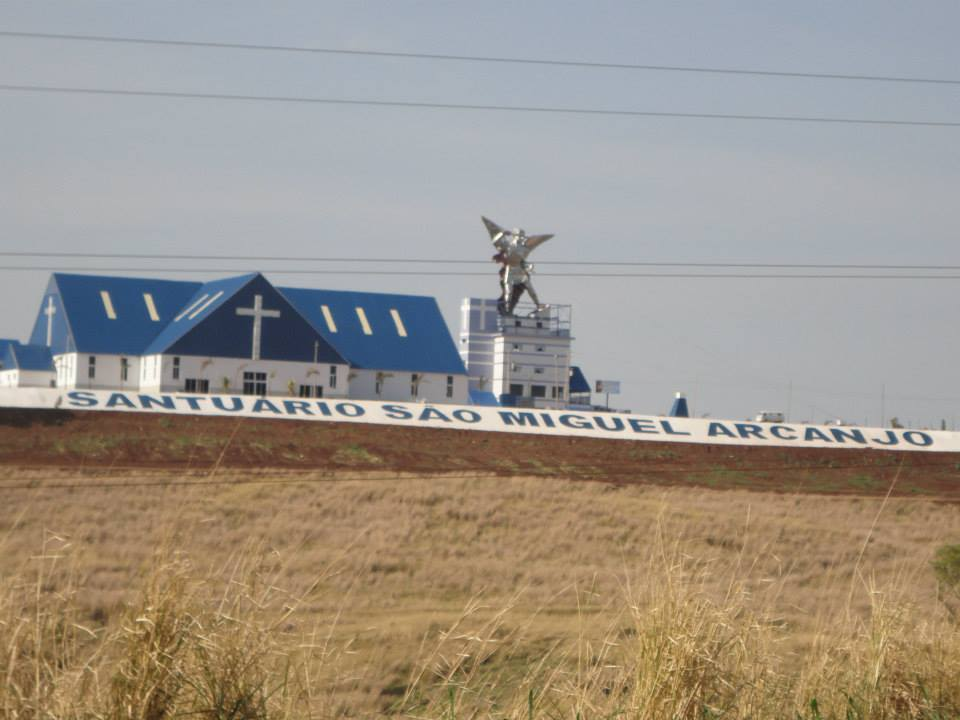
Santuário de São Miguel Arcanjo

## Esporte
O município de Bandeirantes possuiu alguns clubes no Campeonato Paranaense de Futebol, dentre eles o Guarani F. C. e o União Bandeirante Futebol Clube.